# Brasil em 50 Alimentos
Brasil em 50 Alimentos, organizado por Jorge Duarte, é um livro publicado pela Embrapa em 2023 em comemoração aos seus 50 anos. A obra celebra a diversidade e a importância da produção alimentar no Brasil, ressaltando a conexão com a produção científica brasileira. Com 359 páginas, a publicação destaca 50 alimentos que representam a riqueza agrícola do país, desde produtos amplamente consumidos até insumos mais regionais.

## Estrutura e Conteúdo
Cada alimento é apresentado em seis páginas contendo textos, fotos, gráficos e ilustrações, que informam detalhes como origem, curiosidades, nutrientes e usos. Também é apresentada a trajetória científica por trás da evolução do alimento em terras brasileiras, destacando o papel da ciência em seu desenvolvimento. Além disso, o livro inclui uma seção visual que ilustra os dados apresentados, proporcionando uma compreensão mais clara da importância de cada alimento.

## Temas Abordados
A obra aborda temas como inovações tecnológicas, desenvolvimento de cultivos adaptados ao clima brasileiro, diversidade alimentar e sustentabilidade agrícola - práticas que tornam a produção mais eficiente e ambientalmente responsável.

## Prêmios
O livro também foi reconhecido com o Prêmio Jabuti Acadêmico em 2024 como o melhor livro na categoria Ciência de Alimentos e Nutrição, destacando sua relevância e qualidade. 